# Rally di Roma Capitale 2020
Rally di Roma Capitale 2020 (8. Rally di Roma Capitale) – 8. edycja Rally di Roma Capitale, rajdu samochodowego, rozgrywanego we Włoszech od 24 do 26 lipca 2020 roku. Była to pierwsza runda Rajdowych Mistrzostw Europy w roku 2020. Rajd został rozegrany na nawierzchni asfaltowej. Składał się z piętnastu odcinków specjalnych.
Rajd wygrał rosyjski zawodnik – mistrz Europy z roku 2018 – Aleksiej Łukjaniuk, który wygrał pierwszy etap rajdu (wygrywając wszystkie sześć odcinków specjalnych), drugie miejsce zajął Włoch Giandomenico Basso, który wygrał trzy OS-y w drugim etapie rajdu, a trzeci był osiemnastoletni Szwed Oliver Solberg, który de facto debiutował na asfaltowej nawierzchni. Najlepszym z Polaków, debiutując w tym rajdzie, był Mikołaj Marczyk, który w klasyfikacji generalnej zajął dwunaste miejsce (10. miejsce w ERC), inny Polak Jarosław Kołtun był dwudziesty pierwszy (17. w ERC), a Adam Stec zajął miejsce trzydzieste piąte (21. w ERC).

## Lista startowa[4]
Poniższa lista startowa obejmuje tylko zawodników startujących i zgłoszonych do rywalizacji w kategorii ERC w najwyższej klasie RC2, samochodami najwyższej klasy mogącymi startować w rajdach ERC – grupy R5.
| Nr. | Zespół                                | Kierowca                   | Pilot                | Samochód               |
| --- | ------------------------------------- | -------------------------- | -------------------- | ---------------------- |
| 1   | LORAN s.r.l                           | Giandomenico Basso         | Lorenzo Granai       | Volkswagen Polo GTI R5 |
| 2   | Saintéloc Junior Team                 | Aleksiej Łukjaniuk         | Dmitrij Jeremiejew   | Citroën C3 R5          |
| 3   | ACCR Czech Rally Team I               | Filip Mareš                | Radovan Bucha        | Škoda Fabia Rally2 evo |
| 4   | Mol Racing Team                       | Norbert Herczig            | Ramón Ferencz        | Volkswagen Polo GTI R5 |
| 5   |                                       | Oliver Solberg             | Aaron Johnston       | Volkswagen Polo GTI R5 |
| 6   | Saintéloc Junior Team                 | Marijan Griebel            | Pirmin Winklhofer    | Citroën C3 R5          |
| 7   | Motorsport Ireland                    | Callum Devine              | Brian Hoy            | Hyundai i20 R5         |
| 8   | F.P.F. Sport                          | Andrea Crugnola            | Pietro Elia Ometto   | Citroën C3 R5          |
| 9   | Team MRF Tyres                        | Craig Breen                | Paul Nagle           | Hyundai i20 R5         |
| 10  | BRR Baumschlager Rallye & Racing Team | Albert von Thurn und Taxis | Bernhard Ettel       | Škoda Fabia Rally2 evo |
| 11  | Drift Company Rally Team              | Niki Mayr-Melnhof          | Leopold Welsersheimb | Ford Fiesta R5 MkII    |
| 12  | Orlen Team                            | Mikołaj Marczyk            | Szymon Gospodarczyk  | Škoda Fabia Rally2 evo |
| 14  | Yacco ACCR Team                       | Erik Cais                  | Jindřiška Žáková     | Ford Fiesta R5 MkII    |
| 15  | Rally Team Spain                      | Efrén Llarena              | Sara Fernández       | Citroën C3 R5          |
| 16  |                                       | Grégoire Munster           | Louis Louka          | Hyundai i20 R5         |
| 18  |                                       | Simone Tempestini          | Sergiu Itu           | Škoda Fabia R5         |
| 19  | M-Sport Ford WRT                      | Adrien Fourmaux            | Renaud Jamoul        | Ford Fiesta R5 MkII    |
| 20  | Pole Promotion                        | Fabian Kreim               | Frank Christian      | Volkswagen Polo GTI R5 |
| 21  | Team MRF Tyres                        | Emil Lindholm              | Mikael Korhonen      | Škoda Fabia Rally2 evo |
| 22  | Brose Motorsport                      | Dominik Dinkel             | Ursula Mayrhofer     | Škoda Fabia Rally2 evo |
| 23  |                                       | Alberto Battistolli        | Simone Scattolin     | Škoda Fabia Rally2 evo |
| 24  |                                       | Giacomo Scattolon          | Matteo Nobili        | Škoda Fabia R5         |
| 25  | Plon Rally Team                       | Jarosław Kołtun            | Ireneusz Pleskot     | Ford Fiesta R5 MkII    |
| 26  | Gass Racing                           | Alessandro Re              | Paolo Zanini         | Volkswagen Polo GTI R5 |
| 27  | Winners Rally Team SRL                | Enrico Brazzoli            | Maurizio Barone      | Volkswagen Polo GTI R5 |
| 28  |                                       | Adam Stec                  | Kamil Kozdroń        | Ford Fiesta R5         |
| 29  |                                       | Damiano De Tommaso         | Massimo Bizzocchi    | Škoda Fabia Rally2 evo |
| 30  | X Race Sport                          | Antonio Rusce              | Sauro Farnocchia     | Citroën C3 R5          |
| 31  | Lema Racing                           | Boštjan Avbelj             | Damijan Andrejka     | Škoda Fabia R5         |

## Zwycięzcy odcinków specjalnych[5]
| Dzień  | Numer odcinka                  | Nazwa odcinka         | Długość            | Zwycięzca odcinka  | Samochód               | Czas               | Lider rajdu |
| ------ | ------------------------------ | --------------------- | ------------------ | ------------------ | ---------------------- | ------------------ | ----------- |
| 25 VII |                                |                       |                    |                    |                        |                    |             |
| OS1    | Pico – Greci 1                 | 13,40 km              | Aleksiej Łukjaniuk | Citroën C3 R5      | 7:59,1                 | Aleksiej Łukjaniuk |             |
| OS2    | Roccasecca – Colle San Magno 1 | 13,93 km              | Aleksiej Łukjaniuk | Citroën C3 R5      | 8:21,5                 | Aleksiej Łukjaniuk |             |
| OS3    | Santopadre – Artino 1          | 21,17 km              | Aleksiej Łukjaniuk | Citroën C3 R5      | 13:04,7                | Aleksiej Łukjaniuk |             |
| OS4    | Pico – Greci 2                 | 13,40 km              | Aleksiej Łukjaniuk | Citroën C3 R5      | 8:03,2                 | Aleksiej Łukjaniuk |             |
| OS5    | Roccasecca – Colle San Magno 2 | 13,93 km              | Aleksiej Łukjaniuk | Citroën C3 R5      | 8:23,2                 | Aleksiej Łukjaniuk |             |
| OS6    | Santopadre – Artino 2          | 21,17 km              | Aleksiej Łukjaniuk | Citroën C3 R5      | 13:01,0                | Aleksiej Łukjaniuk |             |
| 26 VII | OS7                            | Rocca di Cave 1       | 7,25 km            | Giandomenico Basso | Volkswagen Polo GTI R5 | Aleksiej Łukjaniuk | 5:05,3      |
| 26 VII | OS8                            | Rocca Santo Stefano 1 | 14,60 km           | Giandomenico Basso | Volkswagen Polo GTI R5 | Aleksiej Łukjaniuk | 8:20,8      |
| 26 VII | OS9                            | Guarcino 1            | 11,75 km           | Andrea Crugnola    | Citroën C3 R5          | Aleksiej Łukjaniuk | 6:31,1      |
| 26 VII | OS10                           | Rocca di Cave 2       | 7,25 km            | Andrea Crugnola    | Citroën C3 R5          | Aleksiej Łukjaniuk | 5:04,7      |
| 26 VII | OS11                           | Rocca Santo Stefano 2 | 14,60 km           | Andrea Crugnola    | Citroën C3 R5          | Aleksiej Łukjaniuk | 8:16,7      |
| 26 VII | OS12                           | Guarcino 2            | 11,75 km           | Andrea Crugnola    | Citroën C3 R5          | Aleksiej Łukjaniuk | 6:27,1      |
| 26 VII | OS13                           | Rocca di Cave 3       | 7,25 km            | Andrea Crugnola    | Citroën C3 R5          | Aleksiej Łukjaniuk | 5:04,0      |
| 26 VII | OS14                           | Rocca Santo Stefano 3 | 14,60 km           | Giandomenico Basso | Volkswagen Polo GTI R5 | Aleksiej Łukjaniuk | 8:14,3      |
| 26 VII | OS15                           | Guarcino 3            | 11,75 km           | Andrea Crugnola    | Citroën C3 R5          | Aleksiej Łukjaniuk | 6:27,9      |

## Wyniki końcowe rajdu[6]
W klasyfikacji końcowej dodatkowe punkty przyznawane są pierwszej piątce za poszczególne etapy rajdu.
| Miejsce | Kierowca                   | Pilot               | Samochód               | Czas      | Strata   | Pkt ERC |
| ------- | -------------------------- | ------------------- | ---------------------- | --------- | -------- | ------- |
| 1.      | Aleksiej Łukjaniuk         | Dmitrij Jeremiejew  | Citroën C3 R5          | 1:58:57,0 | –        | 30+8    |
| 2.      | Giandomenico Basso         | Lorenzo Granai      | Volkswagen Polo GTI R5 | 1:59:13,1 | +16,1    | 24+8    |
| 3.      | Oliver Solberg             | Aaron Johnston      | Volkswagen Polo GTI R5 | 2:00:00,2 | +1:03,2  | 21+5    |
| 4.      | Craig Breen                | Paul Nagle          | Hyundai i20 R5         | 2:00:54,0 | +1:57,0  | 19      |
| 5.      | Simone Tempestini          | Sergiu Itu          | Škoda Fabia R5         | 2:00:55,3 | +1:58,3  | 17+2    |
| 6.      | Efrén Llarena              | Sara Fernández      | Citroën C3 R5          | 2:01:12,9 | +2:15,9  | 15      |
| 7.      | Grégoire Munster           | Louis Louka         | Hyundai i20 R5         | 2:01:17,5 | +2:20,5  | 13      |
| 8.      | Filip Mareš                | Radovan Bucha       | Škoda Fabia Rally2 evo | 2:01:23,0 | +2:26,0  | 11+1    |
| 9.      | Rudy Michelini             | Michele Perna       | Volkswagen Polo GTI R5 | 2:01:28,9 | +2:31,9  | *       |
| 10.     | Emil Lindholm              | Mikael Korhonen     | Škoda Fabia Rally2 evo | 2:01:51,0 | +2:54,0  | 9       |
| 11.     | Mikołaj Marczyk            | Szymon Gospodarczyk | Škoda Fabia Rally2 evo | 2:02:22,1 | +3:25,1  | 7       |
| 12.     | Alessandro Re              | Paolo Zanini        | Volkswagen Polo GTI R5 | 2:02:22,8 | +3:25,8  | 5       |
| 13.     | Antonio Rusce              | Sauro Farnocchia    | Citroën C3 R5          | 2:03:07,2 | +4:10,2  | 4       |
| 11.     | Marco Signor               | Francesco Pezzoli   | Volkswagen Polo GTI R5 | 2:03:13,3 | +4:16,3  | *       |
| 15.     | Dominik Dinkel             | Ursula Mayrhofer    | Škoda Fabia Rally2 evo | 2:03:44,1 | +4:47,1  | 3       |
| 16.     | Luca Bottarelli            | Walter Pasini       | Škoda Fabia R5         | 2:03:45,6 | +4:48,6  | *       |
| 17.     | Albert von Thurn und Taxis | Bernhard Ettel      | Škoda Fabia Rally2 evo | 2:03:51,4 | +4:54,4  | 2       |
| 18.     | Marijan Griebel            | Pirmin Winklhofer   | Citroën C3 R5          | 2:05:21,1 | +6:24,1  | 1       |
| ...     | ...                        | ...                 | ...                    | ...       | ...      | ...     |
| 61.     | Andrea Crugnola            | Pietro Elia Ometto  | Citroën C3 R5          | 2:58:31,1 | +59:34,1 | 0+5     |
| NU      | Fabian Kreim               | Frank Christian     | Volkswagen Polo GTI R5 | –         | –        | 0+1     |

1. 1 2 3  Nieliczony w klasyfikacji ERC

## Klasyfikacja RME po 1 rundzie[7]
Punkty w klasyfikacji generalnej ERC otrzymuje 15 pierwszych zawodników, którzy uczestniczą w programie ERC i ukończą wyścig, punktowanie odbywa się według klucza:
| Miejsce | 1  | 2  | 3  | 4  | 5  | 6  | 7  | 8  | 9 | 10 | 11 | 12 | 13 | 14 | 15 |
| Punkty  | 30 | 24 | 21 | 19 | 17 | 15 | 13 | 11 | 9 | 7  | 5  | 4  | 3  | 2  | 1  |

Dodatkowo po każdym etapie (dniu) rajdu prowadzona jest osobna klasyfikacja, w której przyznawano punkty pierwszym pięciu zawodnikom, według klucza 5-4-3-2-1. W tabeli podano, które miejsce zajął zawodnik, a w indeksie górnym ile zdobył punktów za ukończenie poszczególnych etapów na punktowanym miejscu.
| Poz. | Kierowca                   | ITA  | LVA | PRT | CYP | HUN | ESP | Suma punktów |
| ---- | -------------------------- | ---- | --- | --- | --- | --- | --- | ------------ |
| 1    | Aleksiej Łukjaniuk         | 18   |     |     |     |     |     | 38           |
| 2    | Giandomenico Basso         | 28   |     |     |     |     |     | 32           |
| 3    | Oliver Solberg             | 35   |     |     |     |     |     | 26           |
| 4    | Craig Breen                | 4    |     |     |     |     |     | 19           |
| 5    | Simone Tempestini          | 52   |     |     |     |     |     | 19           |
| 6    | Efrén Llarena              | 6    |     |     |     |     |     | 15           |
| 7    | Grégoire Munster           | 7    |     |     |     |     |     | 13           |
| 8    | Filip Mareš                | 81   |     |     |     |     |     | 12           |
| 9    | Emil Lindholm              | 9    |     |     |     |     |     | 9            |
| 10   | Mikołaj Marczyk            | 10   |     |     |     |     |     | 7            |
| 11   | Andrea Crugnola            | 385  |     |     |     |     |     | 5            |
| 12   | Alessandro Re              | 11   |     |     |     |     |     | 5            |
| 13   | Antonio Rusce              | 12   |     |     |     |     |     | 4            |
| 14   | Dominik Dinkel             | 13   |     |     |     |     |     | 3            |
| 15   | Albert von Thurn und Taxis | 14   |     |     |     |     |     | 2            |
| 16   | Marijan Griebel            | 15   |     |     |     |     |     | 1            |
| 17   | Fabian Kreim               | NU 1 |     |     |     |     |     | 1            |
| Poz. | Kierowca                   | ITA  | LVA | PRT | CYP | HUN | ESP | Suma punktów |

| Kolor     | Opis                   |
| --------- | ---------------------- |
| Złoty     | Zwycięzca              |
| Srebrny   | 2. miejsce             |
| Brązowy   | 3. miejsce             |
| Zielony   | Punktowane miejsce     |
| Niebieski | Ukończył nie punktował |
| Fioletowy | Nie ukończył NU        |
| Czarny    | Wykluczony X           |
| Biały     | Nie wystartował NW     |
| Puste     | Nie brał udziału       |